# Elias Hrawi
Elias Hrawi, född 4 september 1926 i Hawch al-Umara nära Zahle, Libanon, död 7 juli 2006 i Beirut, var en libanesisk politiker. Han var landets president från 24 november 1989 till 24 november 1998.
Hrawi tillhörde, enligt konstitutionell praxis, den maronitiska folkgruppen i landet. Han efterträdde den mördade René Moawad, och efterträddes av Émile Lahoud.